# Zündwilligkeit
Die Zündwilligkeit eines Kraftstoffes gibt Auskunft über den Zeitraum zwischen Einspritzung und Selbstentzündung (Zündverzug). Beim Dieselkraftstoff wird dieser Messwert Cetanzahl genannt. Minimalwerte von CZ 50 sind heute Voraussetzung für das Dieselprinzip. Nur wenn sich der Kraftstoff nach Einspritzung in die verdichtete heiße Luft selbst entzündet, kommt eine Verbrennung zustande.
Es gibt einen Zusammenhang mit der Zündgrenze. Diese ist definiert als unteres und oberes Volumenprozent des gasförmigen Brennstoffs in der Luft, wo eine Zündung mit anschließender Verbrennung überhaupt stattfinden kann. Das beste Luftverhältnis liegt in der Regel bei Lambda 1. Ebenfalls wichtig ist die minimale Zündtemperatur des Gasgemisches, um dieses zur Explosion zu bringen. Der Begriff „Explosion“ meint in diesem Zusammenhang nicht Brisanz wie bei Sprengstoffen, sondern eine moderate Brenngeschwindigkeit der Flammfront nach Brennstart durch Mindestzündenergie (und Zündleistung) oder Selbstzündung (Temperatur und Druck).